# Зовнішні відносини Джерсі
Острів Джерсі є самостійною парламентською демократією під конституційною монархією з власною фінансовою, правовою та судовою системами та силою самовизначення, яка має відносини з іншими країнами, територіями та міжнародними організаціями.
Незважаючи на те, що дипломатичне представництво зарезервоване для Корони, штат Джерсі розвиває свою власну міжнародну ідентичність протягом останніх років. Він веде прямі переговори з іноземними урядами з питань, що належать до компетенції штатів Джерсі. Джерсі веде бюро де-Джерсі в м. Кан, Франція, має постійне недипломатичне представництво з філією в Ренні.
Подібний офіс, будинок Нормандії в Сент-Геліє, представляє генеральний консул Маншу та регіональну раду Нижньої Нормандії. Тут також розміщено Консульство Франції. У липні 2009 року було запропоновано сполучити Джерсі з Нижньою Нормандією за допомогою тунелю Нормандських островів.
Джерсі є членом Британсько-ірландської ради, Парламентської асоціації Співдружності та Парламентської асамблеї франкомовних країн. Джерсі хоче стати повноправним членом Співдружності самостійно.

## Міжнародна ідентифікація
У 2007 році головний міністр і лорд-канцлер Великої Британії підписали угоду, яка створила структуру для розвитку міжнародної ідентичності Джерсі. У договорі зазначено, що:
- у Великій Британії немає демократичної підзвітності в Джерсі та для Джерсі;
- Велика Британія не буде діяти на міжнародному рівні від імені Джерсі без попередньої консультації;
- Джерсі має міжнародну ідентичність, яка відрізняється від того, що існує у Великій Британії;
- Велика Британія визнає, що інтереси Джерсі можуть відрізнятись від інтересів Великої Британії, і Велика Британія буде прагнути представляти різні інтереси, коли діє в міжнародному просторі; та
- Велика Британія та Джерсі працюватимуть разом, щоб вирішити або роз'яснити будь-які розбіжності, які можуть виникнути між їхніми відповідними інтересами.

У преамбулі правові норми Джерсі 2005 заявлено, що «визнано, що штат Джерсі має автономну владу у внутрішніх справах», і «далі визнається, що в Джерсі зростає потреба брати участь у міжнародних справах».
У січні 2011 року головний міністр призначив одного з його помічників-міністрів відповідальним за зовнішні зв'язки; його зараз часто називають «міністром закордонних справ» острова. У 2013 році головний міністр запропонував перетворити посаду помічника-міністра відповідального за зовнішні зв'язки на повну посаду міністра.
Договори про обмін податковою інформацією (TIEA) були безпосередньо підписані островом з кількома країнами, включаючи: Сполучені Штати Америки (2002 рік); Нідерланди (2007 рік); Данія, Фарерські острови, Фінляндія, Гренландія, Ісландія, Швеція та Норвегія (2008 рік); Велика Британія, Франція, Австралія та Нова Зеландія (2009 рік); Португалія (2010); Китайська Народна Республіка, Туреччина, Мексика, Канада, Індонезія, Чехія, Південно-Африканська Республіка, Аргентина та Індія (2011 рік); Бразилія та Латвія (2013 рік).

## Відносини з Гернсі
У вересні 2010 року Брюссельське бюро норманських островів було спільно створено двома Бейльвіками для створення впливу Норманських островів з ЄС, для надання консультацій урядам Нормандських островів у європейських справах та сприянню економічних зв'язків з ЄС.
24 січня 2013 року Джерсі підписав договори подвійного оподаткування з Гернсі (оновлення існуючої угоди) та острова Мен. Це був перший випадок, коли всі три королівські володіння встановили такі взаємні угоди, в тому числі положення про обмін податкової інформації, еквівалентної до TIEA.

## Відносини з Великою Британією
Взаємозв'язок між підданими корони та Великою Британією — це «взаємна повага та підтримка, тобто партнерство».
До 2001 року відповідальність за відносини між урядом Великої Британії та підданими корони регулювалася Хоум-офісом, але потім це було передано спочатку відомству лорда-канцлера, потім відділу конституційних справ, і, нарешті, міністерству юстиції.
У 2010 році Міністерство юстиції зазначило, що стосунки відносини між коронними землями є відповідальністю всього уряду Великої Британії, з відповідальністю міністерства юстиції за конституційні відносини та інші міністерства що займаються схожими справами у коронних землях відповідно до їх відповідних сфер політики.
З 2011 року уряд Джерсі відправляв представників на основні партійні конференції Сполученого Королівства, його «найважливішого економічного партнера», як частину зобов'язання посилити політичну співпрацю з Великою Британією. У 2012 році помічник головного міністра відвідав з'їзд Ліберальних демократів Великої Британії, головний міністр взяв участь у роботі конференції робочої партії Великої Британії, а заступник головного міністра та міністр фінансів та ресурсів були оголошені на конференції Консервативної партії Великої Британії. Заступник головного міністра Гернсі та помічник головного міністра Джерсі відвідали Дублін у вересні 2012 року як перший крок у більш узгодженому підході до міжнародних відносин.
Метою візиту була зустріч з ірландським міністром співпраці з Європою для взаємного обговорення стосовно допущення Ірландії до президентства Європейського союзу у 2013 році.

### Дебати щодо відокремлення
Питання про незалежний Джерсі обговорювалося час від часу в Асамблеї штатів Джерсі. У 2005—2008 рр. робоча група штатів Джерсі вивчила варіанти незалежності, підсумовуючи, що штат Джерсі «обладнаний для вирішення проблем незалежності», але не робить жодних рекомендацій. Пропозиції про незалежність Джерсі продовжують обговорюватися поза межами штатів.
У липні 2005 року Комітет з питань політики та ресурсів штатів Джерсі заснував групу з розгляду Конституції, яку очолив сер Філіп Байлах, з технічним завданням «провести огляд та оцінку потенційних переваг та недоліків Джерсі у пошуках незалежності від Великої Британії або інша поступова зміна конституційних відносин, зберігаючи королеву як главу держави». Другий проміжний звіт Групи був представлений штатам Радою міністрів у червні 2008 року.
У жовтні 2012 року Рада Міністрів опублікувала «Спільну політику зовнішніх відносин», яка зазначила, «що політика уряду полягає не в тому, щоб шукати незалежності від Сполученого Королівства, а скоріше щоб забезпечити підготовку Джерсі, якби це було в інтересах остров'ян зробити це». На основі встановлених принципів Рада Міністрів вирішила «забезпечити підготовку Джерсі до зовнішніх змін, які можуть вплинути на офіційні відносини острова з Сполученим Королівством та / або Європейським Союзом».

## Відносини з Співдружністю
Джерсі не є членом Співдружності націй самостійно, але через свою асоціацію з Сполученим Королівством. Він бере участь у різних інституціях Співдружності самостійно: наприклад, Парламентська асоціація Співдружності та Іграх Співдружності.
Джерсі вважає існуючу ситуацію незадовільною і лобіював зміни. Штати Джерсі звернулися до міністра закордонних справ Великої Британії з проханням про те, щоб глави урядів Співдружності «розглядали можливість надання асоційованого членства Джерсі та іншим коронним землям, а також іншим територіям на аналогічному етапі автономії». Джерсі запропонував надати йому «самоврядування на всіх засіданнях Співдружності», повна участь у дебатах та процедурах, право говорити де це доречно, а також можливість вступати в дискусії з тими, хто є повноправними членами; і не має права голосу на засіданнях міністрів або глав урядів, які зарезервовані для повноправних членів ".

## Відносини з Європейським Союзом
Джерсі не є ні державою-членом, ні асоційованим членом Європейського Союзу. Однак це не означає, що вона виходить за межі Європейських Співтовариств або Європейського Союзу в тому сенсі, що вона виключена. Оскільки Джерсі був європейською територією, за чиї зовнішні відносини відповідала Сполучене Королівство, у 1972 році вона опинилася в межах визначення території Співтовариства, коли був узгоджений Акт про приєднання. Відносини між Джерсі та європейськими співтовариствами обговорювалися як модифіковане продовження існуючих відносин з Сполученим Королівством сером Джофрі Рюппоном, як це було тоді. Єдиними європейськими територіями під відповідальністю Сполученого Королівства, які були виключені, були території суверенних баз на Кіпрі. Якщо б Особливі відносини не були узгоджені, то Джерсі було б включено до Спільноти таким же чином, як і Гібралтар. Відносини острова з Європейською Спільнотою та ЄС регулюються статтею 26 (3) акту про приєднання, що замінює статтю 227 тодішнього договору ЄЕС, а тепер і LFEU 355 (5) (c). Ця стаття поєднується з Протоколом 3 до Угоди про приєднання Великої Британії в 1972 році, який був включений до Договорів, відповідно до статті 158 Акту про приєднання. Після приєднання Кіпру виключення територій Баз Кіпру було скасовано, і в результаті стаття 355 (5) (b) більше не містить терміну виключення. Для того, щоб Джерсі знаходився поза межами ЄС та Європейської Спільноти, мав би бути використаний термін виключення. Тому Договори застосовуються, але тільки в тій мірі, в якій це необхідно для виконання положень Протоколу. Протокол 3 та інші відповідні договірні положення є частиною Закону Джерсі Європейськими Співтовариствами (Джерсі) 1973 року. Отже, включення положень законодавства Співтовариства та рішень CJEU у законодавство острова через ці положення, подібно до Сполученого Королівства. Відносини між Нормандськими островами та ЄС не можуть бути змінені без одностайної згоди всіх держав-членів та влади острова.
За протоколом 3 Джерсі є частиною Митного союзу Європейського Союзу. Спільний митний тариф, збори та інші заходи імпорту сільськогосподарської продукції застосовуються до торгівлі між островом та країнами, які не є державами-членами. Існує вільне переміщення товарів і торгівля між островом та державами-членами.
Правила ЄС щодо свободи пересування працівників не застосовуються в Джерсі.
Проте, на той час, коли Велика Британія є членом ЄС, штат Джерсі вимагає застосовувати ті самі правила для громадян ЄС, як це стосується громадян Великої Британії, які можуть переїхати до Джерсі на основі Спільної зони поїздок. Також Джерсі не є частиною єдиного ринку фінансових послуг. Не обов'язково застосовувати директиви ЄС щодо таких питань, як рух капіталу, корпоративне право або відмивання грошей. Джерсі планує включити такі заходи, де це доречно, з урахуванням прихильності острова до виконання міжнародних стандартів фінансового регулювання та протидії відмиванню коштів та фінансуванню тероризму. Отже працює паралельно з попередніми конституційними відносинами з Сполученим Королівством. Зверніть увагу, однак, CJEU в Перейрі вважає, що стаття 4 третього протоколу вимагає від влади острова застосовувати однакове ставлення до всіх юридичних і фізичних осіб Співтовариств, які застосовуються в будь-якій області, де договори будуть застосовуватися на території, на якій вони були повністю придатними. Звідси випливає, що договори в цих сферах застосовуються в принципі, але через порогову статтю 4.
Позиція Комісії щодо відносин була чітко виражена у відповіді Комісара Проді в 2003 році на питання Європейського Парламенту. Він підтвердив, що Джерсі перебуває в межах Європейського Союзу в тій мірі, в якій Сполучене Королівство несе відповідальність за свої зовнішні зв'язки, і викликало договори та домовленості в рамках Протоколу. Європейська Рада уповноважила Комісію в 2013 році розпочати переговори з європейськими державами та територіями за межами Співтовариств щодо їх виконання поправки до Директиви ЄС щодо економії. Джерсі не був у цьому списку, оскільки він не знаходиться за межами Співтовариств чи Союзу, але має особливі відносини в цих сферах.
Британські громадяни, які мають тільки кровно пов'язані зв'язки з Джерсі, а не з Сполученим Королівством або іншою державою-членом Європейського Союзу, не вважалися громадянами Європейського Союзу у сфері свободи пересування осіб. Вони мають «статус островитянина», а британські паспорти, видані ними в Джерсі, схвалюються словами, що власник не має права користуватися положеннями ЄС стосовно працевлаштування чи становища у суспільстві.
Жителі Джерсі не мають права голосу на виборах до Європейського парламенту. Джерсі та Гернсі спільно відкрили офіс у Брюсселі в 2010 році для просування своїх спільних інтересів з установами Європейського Союзу. Джерсі особливо стурбований законодавством Європейського Союзу та реформами, які можуть вплинути на його торгових партнерів у міжнародних фінансових центрах у всьому світі.

## Групові наради

### Тристоронні наради коронних володінь
Три коронні володіння, при їх незалежності, поділяють порівняно однакову позицію по відношенню до Сполученого Королівства та до міжнародних органів, таких як ЄС чи OECD. Як наслідок, коронні володіння залежать від спільних інтересів. Наприклад, у 2000 році три держави співпрацювали над розробкою спільної політики для офшорних банківських операцій. У 2003 році вони розробили спільний підхід до певної діяльності ЄС щодо податкової інформації. Глави урядів коронних володінь, включаючи Острів Мен, Гернсі, Олдерні, Сарк та Джерсі, зустрічаються на щорічному саміті між островами, щоб обговорити питання, що становлять спільне значення, такі як фінансове регулювання та відносини з Великою Британією.

### Британсько-ірландська рада
Джерсі є частиною Британсько-ірландської ради з часу формування в 1999 році, як і острів Мен. Зустрічі проводяться два рази на рік, у 2002, 2009 та 2013 роках відбулися зустрічі в Джерсі. Вони направлені на те, щоб «сприяти гармонійному та взаємовигідному розвитку сукупності відносин між народами цих островів».
Джерсі керує обговоренням творчих галузей.